# فلسفه زبان‌شناسی
فلسفه زبان‌شناسی (انگلیسی: Philosophy of linguistics) فلسفه علم است که در زبان‌شناسی به‌کار می‌رود، و به مباحثی از جمله این‌که موضوع و اهداف نظری زبان‌شناسی چیست، نظریه‌های زبان‌شناختی چه اشکالی باید داشته باشند، و آنچه در تحقیقات زبان‌شناختی به‌عنوان داده به‌حساب می‌آیند، سروکار دارد. فلسفه زبان‌شناسی از فلسفه زبان متمایز است؛ و به مطالعه فلسفی معنا و مرجع می‌پردازد. هنگامی که به مطالعه یک زبان می‌پردازیم، زبان‌شناسی در پی توضیحات نظام‌مند از صرف و نحو، معناشناسی و کاربردشناسی آن است.